# Каурисмяки, Аки
А́ки Ола́ви Ка́урисмяки (фин. Aki Olavi Kaurismäki; род. 4 апреля 1957 года, Ориматтила) — финский кинорежиссёр, сценарист, продюсер. Младший брат режиссёра Мики Каурисмяки.

## Биография
Аки Каурисмяки родился 4 апреля 1957 года в Ориматтиле, Финляндия. Он был третьим ребёнком в семье коммивояжёра Йормы Каурисмяки (1931—1991) и его жены Леены, оставившей ради семьи карьеру косметолога (позже она работала в туристическом бюро). Работа отца была связана с постоянными разъездами, и семья часто переезжала с места на место.
Каурисмяки окончил среднюю школу в Канкаанпяя в 1973 году. После этого он три года учился в университете Тампере. По его собственным словам, Каурисмяки сожалеет, что не провел эти три года в профессионально-техническом училище; профессия плотника или электрика имела бы хоть какую-то ощутимую выгоду. В 1978 году он работал редактором в финской газете Ilta-Sanomat.
В Тампере Каурисмяки принимал активное участие в кинопроизводстве. Среди прочего, он был членом киноклуба Монро, организуя Фестиваль короткометражных фильмов в Тампере и писал рецензии на фильмы и другие культурные мероприятия для студенческого журнала Тампере Авиинен. Первоначально, Каурисмяки мечтал стать писателем, но его больше «зацепило» кино.
По словам Андрея Плахова, «предки Каурисмяки носили фамилию Кузьмины и были выходцами из Карелии», его родители встретились в Выборге.
С 1981 года Каурисмяки женат на профессиональной художнице Пауле Ойнонен.

## Творческая деятельность
Начал свою кинематографическую карьеру как ассистент своего старшего брата, режиссёра Мики Каурисмяки.
На режиссёрский стиль Аки повлияли такие режиссёры как Жан-Пьер Мельвиль, Райнер Вернер Фасбиндер и Робер Брессон. Каурисмяки опирается на неброскую актёрскую игру и простое кинематографическое повествование. Его фильмы имеют тонкий изящный юмор, отдалённо напоминающий юмор в фильмах Джима Джармуша, который, кстати, играл камео-роль в фильме Каурисмяки «Ленинградские ковбои едут в Америку». Джармуш, в свою очередь, взял актёров, игравших до этого только у Каурисмяки, на роли в своём фильме «Ночь на Земле» (место действия одного из эпизодов которого происходит в Хельсинки — столице Финляндии).
Действие большинства фильмов Каурисмяки также происходит в Хельсинки — родном городе режиссёра. В частности, «Союз Каламари» и его трилогия, состоящая из фильмов «Тени в раю», «Ариэль» и «Девушка со спичечной фабрики». Город Хельсинки в фильмах Каурисмяки показан с предельным реализмом, в его изображении отсутствует какая бы то ни было романтика:

Мир режиссёра пронизан инстинктом саморазрушения, клаустрофобией длинных белых ночей и ощущением задворок Европы. Их населяют официантки и продавщицы, мусоросборщики и шахтёры, водители трамваев и трейлеров, проклинающие свою работу, когда она есть, и проклинающие жизнь, когда эту работу теряют.— Плахов А. 25. Аки Каурисмяки. Северное сияние в непосредственной физической близости // Всего 33. Звезды мировой кинорежиссуры / Отв. ред. Трубникова Т. Г. — Винница: Аквилон, 1999. — С. 331—342. — 464 с. — ISBN 966-95520-9-5.
Всемирная известность пришла к нему после фильма «Ленинградские ковбои едут в Америку» (1989).
Его фильм «Человек без прошлого» получил Гран-при Каннского кинофестиваля в 2002 году и первым среди всех финских фильмов был номинирован на «Оскар» как лучший фильм на иностранном языке в 2003 году. Однако на церемонию в Лос-Анджелес режиссёр не приехал в знак протеста против войны в Ираке.
Заключительный фильм второй пролетарской трилогии Каурисмяки («Вдаль уплывают облака», «Человек без прошлого», «Огни городской окраины») был показан в конкурсной программе Каннского кинофестиваля 2006 года.

### Братья Каурисмяки
Старший брат Каурисмяки Мика изучал режиссуру в Мюнхенской академии кино и телевидения (1977—1981). Дипломной работой стал снятый в Финляндии фильм «Лгун» (1981), сценарий к которому написал Аки Каурисмяки. Также Аки Каурисмяки исполнил главную роль. Разноплановое, как совместное, так и индивидуальное творчество двух братьев породило в Европе 1980-х термин «Каурисмяки-лэнд» (англ. Kaurismaki-land).
Персонаж Вилле Альфа носит имя будущей продюсерской компании братьев Каурисмяки — Villealfa Filmproduction Oy, которая, в свою очередь, была названа в честь фильма «Альфавилль» Жана-Люка Годара. Это первый и последний полнометражный фильм, в котором Аки Каурисмяки предстал в качестве исполнителя главной роли. «Лгун» был удостоен премии Ристо Ярва на фестивале короткометражных фильмов в Тампере.
Позже братья работали вместе над документальным фильмом «Сайма-явление», а также над картиной «Джекпот 2». Аки Каурисмяки совместно с Паули Пентом написали сценарий к фильму «Никчемный», производством которого руководил Мика Каурисмяки. Это был тематический фильм продолжавший тему «Лгуна».
Затем братья работали над картинами «Клан — история семейства Саммакко» и «Россо», к ним Аки Каурисмяки написал сценарий, а режиссёром снова выступал Мика. Но после этих проектов их пути разошлись, и оба сосредоточились на собственной режиссёрской карьере. И Аки Каурисмяки больше не писал сценариев для других режиссёров.
Киноленты Мика Каурисмяки в разные годы принимали участие в конкурсных показах таких фестивалей, как Московский международный кинофестиваль, Фестиваль фильмов северных стран в Руане, Международный кинофестиваль в Сан-Себастьяне, Международный кинофестиваль в Вальядолиде, Фестивале короткометражных фильмов в Тампере и некоторых других.

## Начало карьеры
Первый полнометражный фильм он снял на основе классического романа Фёдора Достоевского: «Преступление и наказание» (1983) — история убийства, его причин и последствий, перенесённые из Санкт-Петербурга XIX века в современный Хельсинки. Актёр Маркку Тойкка играет роль молодого студента юрфака Антти Рахикайнена, который убивает богатого предпринимателя в начале фильма. Инспектор полиции Пеннанен и следователь Снеллман уверены в причастности к убийству Рахикайнена. Сыщики начинают психологическую игру с потерявшим самообладание юношей, заставляют того нервничать и путаться в показаниях.
По словам Каурисмяки, фильм был данью золотым годам жанра, когда одного убийства было достаточно для одного криминального фильма. Сценарий был написал Каурисмяки совместно с Паули Пентом. Фильм получил высокую оценку критиков и зрителей. Картина оставался самым популярным фильмом Аки Каурисмяки в Финляндии. Больше зрителей получил только «Человек без прошлого» — более 155 000 зрителей.
Кроме того, благодаря «Преступлению и наказанию» началось сотрудничество Каурисмяки с кинооператором Тимо Салминеном, который снимал все фильмы, за исключением телевизионной пьесы Жана-Поля Сартра «Грязные руки» (1989). Матти Пеллонпяя также сыграл главную роль в фильме. С тех пор он стал актёром Каурисмяки.
Во время учёбы и до этого Каурисмяки работал в различных ремесленных профессиях, таких как посудомойщик и почтальон. Возможно, именно поэтому у него сложились особые отношения с рабочим классом, жизненная картина которого стала одной из его ключевых тем.

## 1990-е годы
В 1990-е годы имя Аки Каурисмяки начало набирать международную популярность. Осведомлённость о нём и его фильмах была преимущественно распространена в Центральной Европе. Также собственное кинопроизводство Каурисмяки изменилось, став более интернациональным, отделяясь от Финляндии и финских компаний по производству кино. В 1990-х он начинает снимать свои фильмы в Соединённых Штатах, Франции и Англии.

## Общественная позиция
В декабре 2023 года вместе с 50 другими кинематографистами Каурисмяки подписал открытое письмо, опубликованное в издании Libération, с требованием прекращения огня и гибели мирных жителей во время израильского вторжения в сектор Газа в 2023 году, а также создания гуманитарного коридора для гуманитарных перевозок и освобождения заложников.

## Фильмография

### Режиссёр
- «Дзета»

- 1983 — «Преступление и наказание» / Rikos ja Rangaistus
- 1985 — «Союз Каламари» / Calamari Union
- 1986 — «Тени в раю» / Varjoja paratiisissa
- 1987 — «Гамлет идёт в бизнес» / Hamlet liikemaailmassa
- 1988 — «Ариэль» / Ariel
- 1989 — «Грязные руки» / Likaiset kädet
- 1989 — «Ленинградские ковбои едут в Америку» / Leningrad Cowboys Go America
- 1990 — «Девушка со спичечной фабрики» / Tulitikkutehtaan tyttö
- 1990 — «Я нанял убийцу» / I Hired a Contract Killer
- 1992 — «Жизнь богемы» / La vie de bohème
- 1993 — «Ленинградские ковбои встречают Моисея» / Leningrad Cowboys Meet Moses
- 1994 — «Береги свою косынку, Татьяна» / Pidä huivista kiinni, Tatjana
- 1996 — «Вдаль уплывают облака» / Kauas pilvet karkaavat
- 1999 — «Юха» / Juha
- 2002 — «Человек без прошлого» / Mies vailla menneisyyttä
- 2002 — «На десять минут старше» — «Труба» (эпизод «Собаки не отправляются в ад») / Ten Minutes Older: The Trumpet (segment Dogs Have No Hell)
- 2006 — «Огни городской окраины» / Laitakaupungin valot
- 2007 — «У каждого своё кино» (эпизод «Литейный цех») / Chacun son cinéma (segment La Fonderie)
- 2011 — «Гавр» / Le Havre
- 2012 — «Исторический центр» (эпизод «Хозяин таверны») / Centro Histórico (segment O Tasqueiro)
- 2017 — «По ту сторону надежды» / Toivon tuolla puolen
- 2023 — «Опавшие листья» / Kuolleet lehdet

### Документальные фильмы
- 1981 — Сайма-явление / Saimaa-ilmiö
- 1994 — Балалайка шоу / Total Balalaika Show

### Короткометражные фильмы
- 1986 — Рокки VI
- 1987 — Through the Wire
- 1987 — Rich Little ***
- 1987 — L.A. Woman
- 1991 — Those Were The Days
- 1992 — These Boots
- 1996 — Välittäjä

### Актёр
- 1981 — «Лгун» / Valehtelija, реж. Мика Каурисмяки — Вилле Альфа
- 1982 — «Никчёмные» / Arvottomat, реж. Мика Каурисмяки — Вилле Альфа
- 1983 — Huhtikuu on kuukausista julmin, реж. Ансси Мянттяри — Вилле Альфа
- 1983 — Год обезъяны / Apinan vuosi, реж. Янне Кууси — Charlotte Corde
- 1985 — Viimeiset rotannahat, реж. Ансси Мянттяри — Вилле, сын человека в белом костюме
- 1985 — «Союз Каламари» / Calamari Union, реж. Аки Каурисмяки — шофер
- 1986 — «Тени в раю» / Varjoja paratiisissa, реж. Аки Каурисмяки — консьерж отеля
- 1990 — «Я нанял убийцу» / I Hired a Contract Killer, реж. Аки Каурисмяки — мужчина, продающий солнцезащитные очки
- 1994 — «Ленинградские ковбои встречают Моисея» / Leningrad Cowboys Meet Moses, реж. Аки Каурисмяки — рабочий, имитирующий Чаплина
- 1994 — «Железные всадники» / Iron Horsemen, реж. Жиль Шарман — мужчина в кадиллаке